# Zaluzianskya elgonensis
Zaluzianskya elgonensis är en flenörtsväxtart som beskrevs av Hedb.. Zaluzianskya elgonensis ingår i släktet Zaluzianskya och familjen flenörtsväxter. Inga underarter finns listade i Catalogue of Life.